# 공문서위조변조죄
공문서위조변조죄(公文書僞造變造罪)는 행사할 목적으로 공무원 또는 공무소의 문서 또는 도화(圖畵)를 위조 또는 변조하는 죄를 말한다. 문서에 관한 죄의 일종이다.
대한민국에서는 10년 이하의 징역에 처하며(형법 제225조), 10년 이하의 자격정지를 병과할 수 있다(제237조). 위조·변조된 공문서·공도화를 행사하면 별죄(제229조)를 구성한다. 행사할 목적으로 공무원 또는 공무소의 자격을 모용(冒用)하여 문서 또는 도화를 작성한 경우에 관하여는 따로 규정을 두었다(제226조). 자격모용에 의한 문서작성에 관하여 구 형법하에서는 유형위조로 보는 설과 무형위조로 보는 설로 나뉘어 있었는데 현행 형법은 이를 입법적으로 해결한 것이다. 미수범도 처벌한다(제235조).

## 의미
'공무원 또는 공무소의 문서 또는 도화', 즉 공문서·공도화는 공무원 또 공무소가 그 명의로써 그 권한 내에서 소정의 형식에 따라, 작성하는 문서·도화를 말하며 외국의 공문서를 포함하지 않는다.
'행사할 목적'이란 위조 또는 변조한 문서를 진정하게 성립한 문서 또는 내용이 진실한 문서인 것처럼 공공적인 거래, 인증, 확인절차에서 제시·사용하려는 목적(의도)을 말한다.

## 판례
- 타인의 주민등록증사본의 사진란에 자신의 사진을 붙여 복사한 행위와 타인의 주민등록증을 복사기와 컴퓨터를 이용하여 전혀 별개의 주민등록증사본을 창출시킨 행위는 공문서위조에 해당한다.[1]
- 권한 없는 자가 임의로 인감증명서의 사용용도란의 기재를 고쳐 썼다고 하더라도 공무원 또는 공무소의 문서 내용에 대하여 변경을 가하여 새로운 증명력을 작출한 경우라고 볼 수 없으므로 공문서변조죄나 이를 전제로 하는 변조공문서행사죄가 성립되지는 않는다[2].
- 공립학교 교사가 작성하는 교원의 인적사항과 전출희망사항 등을 기재하는 부분과 학교장이 작성하는 학교장의견란 등으로 구성되어 있는 교원실태조사카드는 학교장의 작성명의 부분은 공문서라고 할 수 있으나, 작성자가 교사 명의로 된 부분은 개인적으로 전출을 희망하는 의사표시를 한 것에 지나지 아니하여 이것을 가리켜 공무원이 직무상 작성한 공문서라고 할 수는 없을 것이므로 위 카드의 교사 명의 부분을 명의자의 의사에 반하여 작성하였다고 하여도 공문서를 위조한 것이라고 할 수 없다[3]
- 다른 공무원 등이 작성권자의 결재를 받지 않고 직인 등을 보관하는 담당자를 기망하여 작성 권자의 직인을 날인하도록 하여 공문서를 완성한 때에는 공문서위조죄가 성립한다.[4]
- 법원이 이혼의사확인서등본 뒤에 이혼신고서를 첨부하고 간인하여 교부하였는데 당사자가 이혼의사확인서등본과 간인으로 연결된 이혼신고서를 떼어내고 원래 이혼신고서의 내용과는 다른 이혼신고서를 작성하여 이혼의사확인서등본과 함께 호적관서에 제출한 경우 공문서변조 및 변조공문서행사죄가 성립하지 않는다.[5]
- 공문서의 작성권한이 없는 공무원이 작성권한자의 결재를 받지 않고 직인 등을 보관하는 담당자를 기망하여 작성권자의 직인을 날인하도록 하여 공문서를 완성한 경우 공문서위조죄가 성립한다.[6]
- 법원이 이혼의사확인서등본 뒤에 이혼신고서를 첨부하고 간인하여 교부하였는데 당사자가 이를 떼어내고 다른 내용의 이혼신고서를 붙여 호적관서에 제출한 경우, 공문서변조 및 변조공문서행사죄가 성립하지 않는다.[7]
- 甲이 공무원 乙이 허위로 작성한 폐품보관증을 권한 없이 변경하였다고 하더라도 공문서변조죄는 성립하지 않는다.[8]
- 문서를 작성할 권한이 있는 공무원을 보조하는 기안담당자인 공무원이 결재를 받지 않고 임의로 허위공문서를 작성한 경우에는 공문서위조죄가 성립한다.[9]
- 피고인이 행사할 목적으로 타인의 주민등록증에 붙어 있는 사진을 떼어내고 그 자리에 피고인의 사진을 붙였다면 이는 기존 공문서의 본질적 또는 중요부분에 변경을 가하여 새로운 증명력을 가지는 별개의 공문서를 작성한 경우에 해당하므로 공문서위조죄를 구성한다.[10]
- 문서위조죄는 문서의 진정에 대한 공공의 신용을 그 보호법익으로 하는 것이므로 그 작성된 문서가 일반인으로 하여금 당해 명의인의 권한 내에서 작성된 것이라고 믿을 수 있는 정도의 형식과 외관을 구비하면 성립되는 것이고 자연인 아닌 법인 또는 단체명의의 문서에 있어서는 요건이 구비된 이상 그 문서작성자로 표시된 사람의 실존 여부는 위조죄의 성립에 아무런 지장이 없으며, 기존의 진정문서를 이용하여 문서를 변개하는 경우에도 문서의 중요 부분에 변경을 가하여 새로운 증명력을 가지는 별개의 문서를 작성하는 것은 문서의 변조가 아닌 위조에 해당한다.[11]

식당의 주·부식 구입 업무를 담당하는 공무원이 계약 등에 의하여 공무소의 주·부식 구입·검수 업무 등을 담당하는 조리장·영양사 등의 명의를 위조하여 검수결과보고서를 작성한 경우, 공문서위조죄가 성립하지 않는다.

## 같이 보기
- 유가증권위조죄
- 유가증권변조죄
- 허위유가증권작성죄
- 유가증권에 관한 죄

## 참고 문헌
- 손동권, 『체계적 형법연습』, 율곡출판사, 2005. (ISBN 8985177915)